# Polibi de Megalòpolis
|  | No s'ha de confondre amb Polibi de Megalòpolis, historiador grec dels segles iii i II aC. |

Polibi de Megalòpolis (en llatí Polybius, en grec Πολύβιος) fou un militar arcadi de la Lliga Aquea.
Va combatre a les ordes de Filopemen a la batalla de Mantinea, contra Macànides, tirà d'Esparta (207 aC). Es considera sovint que aquest Polibi era parent del gran historiador Polibi, tal vegada el seu oncle o avi, però aquesta possibilitat sembla descartada, ja que el mateix historiador diu en un escrit que no coneixia ningú que anteriorment hagués portat el mateix nom, i encara que podia haver oblidat un familiar llunyà, és poc probable que oblidés un oncle o un avi. Alguns crítics consideren que el nom d'aquest militar era Πολύβῳ ("Polibo") i no Πολύβιος ("Polibios").